# 围掌舟蛾属
围掌舟蛾属为舟蛾科的一个属，為中大型蛾類，分布於中國中部至南部，以及中南半島。前翅棕色，並有乳白色鱗片散布其上，翅基部有兩枚白斑，內線由乳白色的月牙形斑組成，不同物種的圍邊顏色有所差異。雄性生殖器具有較長的爪狀突（uncus）、較粗的背兜側突（socii），以及端部呈鳥頭狀的抱器瓣（valva）。

## 物种
- 白尾围掌舟蛾 Periphalera albicauda (Bryk, 1949)
- 黑围掌舟蛾 Periphalera melanius Schintlmeister, 1997
- 棕围掌舟蛾 Periphalera spadixa Wu & Fang, 2003